# Rolex Paris Masters 2018
Rolex Paris Masters 2018 — тенісний турнір, що проходив на кортах з твердим покриттям у місті Paris, Франція з 29 жовтня. Належав до категорії ATP World Tour Masters 1000.

## Фінальна частина

### Одиночний розряд
Карен Хачанов —  Новак Джокович 7–5, 6–4

### Парний розряд
Марсель Гранольєрс /  Ражів Рам —  Жан-Жульєн Роєр /  Горія Текеу 6–4, 6–4